# بنجامين هينمان
بنجامين هينمان (بالإنجليزية: Benjamin Hinman)‏ هو عسكري أمريكي، ولد في 22 يناير 1719 في Woodbury, Connecticut ‏ في الولايات المتحدة، وتوفي في 22 مارس 1810 في Southbury, Connecticut ‏ في الولايات المتحدة.